# آرنولد اچ. باس
آرنولد اچ. باس (انگلیسی: Arnold H. Buss؛ زادهٔ ۷ اوت ۱۹۲۴) یک دانشمند در زمینه روان‌شناسی شخصیت و استاد بازنشستهٔ دانشگاه تگزاس در آستین اهل ایالات متحده آمریکا است.
شهرت او به واسطهٔ پژوهش‌ها و آثارش در زمینهٔ پرخاشگری، مزاج، خجالتی بودن و خودآگاهی است.
وی در دانشگاه ایندیانا و دانشگاه نیویورک تحصیل کرده است.